# Déforestation à Taïwan

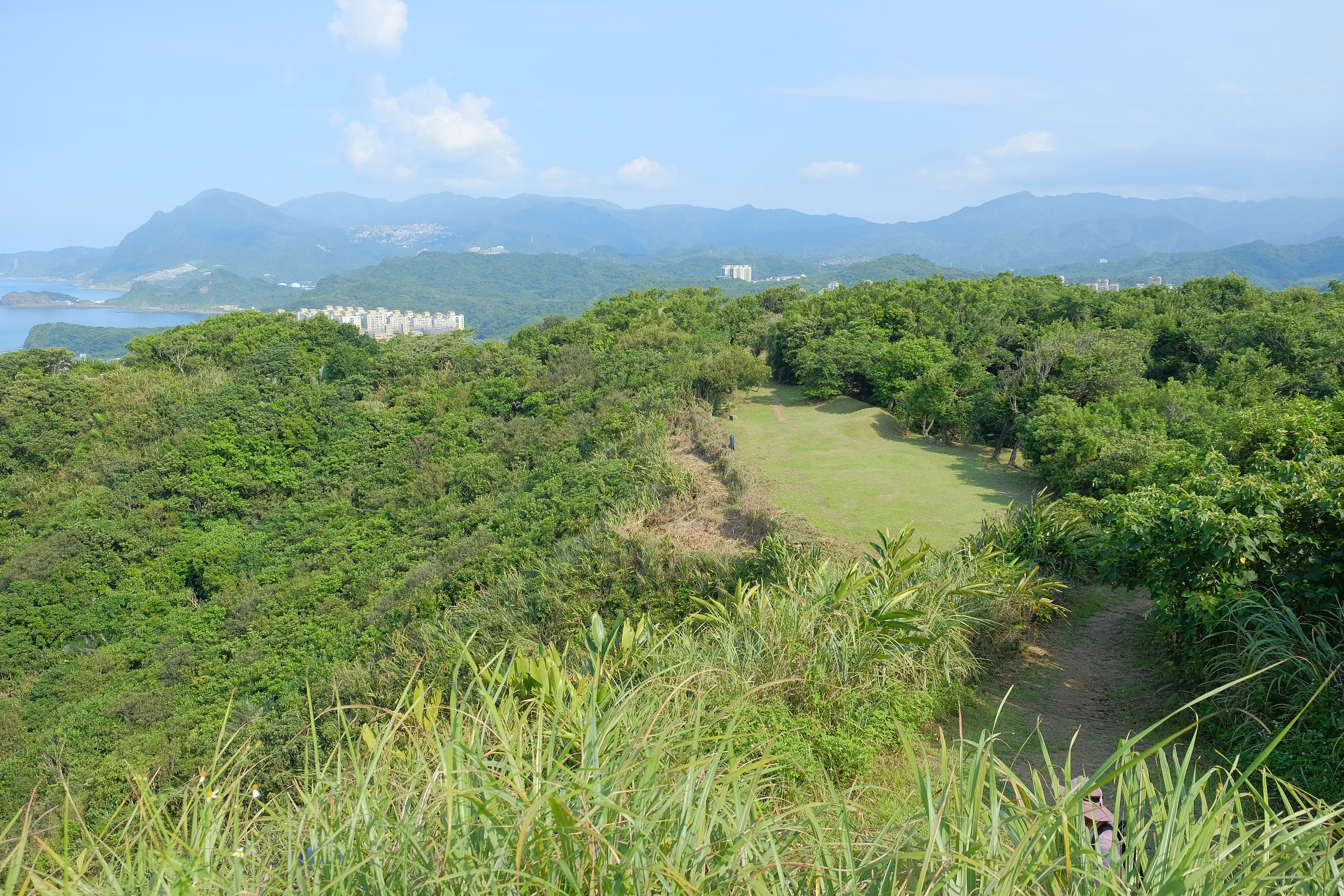
Gong Zie Liao à Taïwan en 2021.

La déforestation à Taïwan est le changement des zones forestières dans l'île de Taïwan en raison de facteurs économiques comme l'agriculture et l'expansion urbaine notamment. Entre 1904 et 2015, les forêts de Taïwan ont connu un changement net de 34 km2 par an.

## Histoire de la déforestation

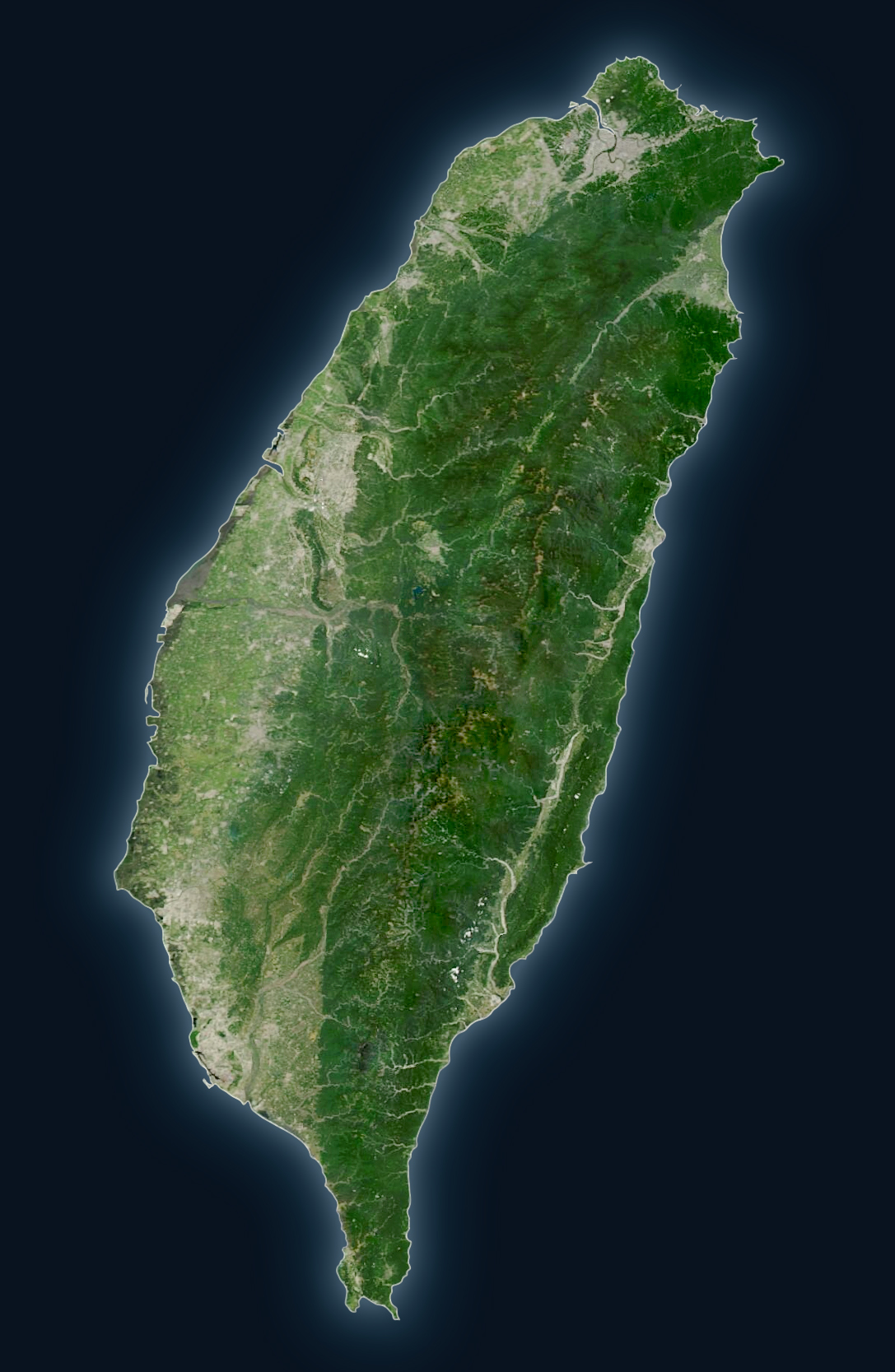
Photo satellite de Taïwan en 2020.

Les changements concernant les forêts de Taïwan se déroulent en plusieurs périodes.

### Première période
La période la plus ancienne à être documentée est la période 1904–1950, qui coïncide en grande partie avec la fin de la période d'occupation japonaise de l'île. En 1926, 64% de la surface de Taïwan était couvert de forêts. Cependant, de nombreuses zone agricoles ont été créées sur les plaines de l'ouest de Taïwan.

### Deuxième période
La deuxième période 1956–1993 coïncide avec le gouvernement du Kuomintang, vu comme une importante augmentation des zones construites au détriment des zones boisées autour des principales villes.

### Troisième période
La troisième période correspond aux années 1995–2015. En 2009 des glissements de terrain catastrophiques ont eu lieu à Taïwan, et une prise de conscience a sensibilisé les responsables sur les méfaits de la déforestation. Cette période a vu d'importants efforts d'afforestation, et les forêts ont atteint un pic de 67% en 2010. La plus grande partie de l'afforestation a été réalisée sur d'anciennes terres agricoles. Depuis 2008, les entreprises, les citoyens et le gouvernement ont replanté plus de 230 km2. Après cette période, le principal challenge auquel Taïwan doit faire face est la lutte contre les coupes illégales. En 1989, le gouvernement a promulgué une interdiction d'exploitation des forêts primaires restantes.

## Statistiques
La perte de forêt primaire à Taïwan est de 6 464 ha entre 2000 et 2020